# Mrs. Henry White
Mrs. Henry White ist ein 1883 vollendetes Porträt von John Singer Sargent. Es war der erste Auftrag des zu dem Zeitpunkt 27-jährigen Malers, der ihm nicht aus seinem Bekanntenkreis erteilt wurde. Das Ehepaar White war auf ihn durch die Ausstellung des Salon de Paris des Jahres 1882 aufmerksam geworden. Margaret Stuyvesant Rutherford White war besonders von seinem Porträt Dame mit Rose beeindruckt, das Charlotte Luise Burckhardt zeigt. Sie entschied sich daher für Sargent als ihren Porträtisten, obwohl dieser noch am Anfang seiner Karriere stand. Ihr Mann entschied sich für sein Porträt dagegen für den etablierten Maler Léon Bonnat.
Sargent begann mit dem Porträt Mrs. Henry White unmittelbar nachdem er Die Töchter des Edward Darley Boit vollendet hatte, eines der frühen Meisterwerke von ihm, das von Diego Velázquez’ Las Meninas beeinflusst war.

## Hintergrund
Margaret Stuyvesant Rutherford war die älteste Tochter von Lewis Morris Rutherfurd, ein US-amerikanischer Astrophysiker und Pionier der Astrofotografie. Die Rutherfords waren sehr wohlhabend und auf Grund der Rolle ihrer Familie in der US-amerikanischen Geschichte ausgesprochen selbstbewusst. Margaret Stuyvesant Rutherford war unter anderem eine Urenkelin des US-Senators John Rutherfurd, einer der Wahlmänner, die George Washington zum ersten Präsidenten der USA wählten.
Margaret Stuyvesant Rutherford heiratete im Jahre 1879 Henry White, einen Abkömmling einer nicht weniger wohlhabenden und einflussreichen Familie. Unterstützt von seiner ehrgeizigen Frau verfolgte er nach der Heirat eine diplomatische Karriere. 1883 wurde White Sekretär an der US-Botschaft in Wien, wechselte aber noch im selben Jahr an die Botschaft in London, wo er auch nach dem Regierungswechsel zu den Demokraten blieb. 1888, fünf Jahre nachdem Sargent das Porträt fertiggestellt hatte und Margaret Stuyvesant Rutherford White auf dem Höhepunkt ihres gesellschaftlichen Erfolgs stand, wurde sie von Henry James folgendermaßen beschrieben:

„..sehr gutaussehend, jung, reich, glanzvoll und in einem Ausmaß von allen bewundert und erfolgreich, dass sie jede ihrer Konkurrenten weit hinter sich lässt....Sie hat noch nie in ihrem Leben ein Buch gelesen, aber ist gleichwohl ein Wesen der höchsten Klasse.“

## Ausführung
Mrs. Whites Wahl von Sargent als ihren Porträtisten war zwar ein Zufall, für Sargent ging er jedoch mit der Aussicht auf zahlreiche weitere Aufträge einher. Auf Grund der zahlreichen Beziehungen der Whites in Frankreich und Großbritannien zu wohlhabenden Persönlichkeiten der Gesellschaften, Mrs. Whites Fähigkeit, Aufmerksamkeit zu erzielen und ihrer gesellschaftlichen Gewandtheit war es eine Werbung, die Sargents Erfolge im Salon de Paris bei weitem überstrahlte.
Die Arbeit an dem Porträt begann im Februar 1883, aber Mrs. White erkrankte nach nur wenigen Sitzungen und verließ Paris, um sich für längere Zeit in Cannes zu erholen. In der Zwischenzeit verlegte John Singer Sargent sein Atelier in eine bessere Gegend von Paris. Er hatte ein kleines Haus am Boulevard Berthier angemietet, das ein großes Atelier und einen kleinen Garten aufwies. Mrs. Whites Porträt war das erste Gemälde, das Sargent in diesem neuen Atelier fertigstellte.
Sargent entschied sich, Mrs. White in einer Weise darzustellen, die an Porträts adeliger Personen der vergangenen Jahrhunderte erinnerte. Sie trägt ein mit Rüschen und Volants reich verziertes elfenbeinweißes Kleid, dessen Schleppe im Hintergrund sichtbar ist und das Porträt so wirken lässt, als habe sie sich gerade dem Betrachter zugewendet. Ihr Schmuck beschränkt sich auf eine Perlenkette und etwas Gold. Sie hält in der einen Hand einen leicht geöffneten Fächer und in der anderen ein Opernglas. Ihre formelle, stolze Körperhaltung betont ihren gesellschaftlichen Rang. Die ursprüngliche Ausführung zeigte sie mit leicht geneigtem Kopf. Jahre später bat Margaret White Sargent diese Kopfhaltung zu ändern, so dass dieser Eindruck noch verstärkt ist. In dieser Fassung befindet sich das Gemälde heute in der Corcoran Gallery of Art in Washington.

## Auswirkungen

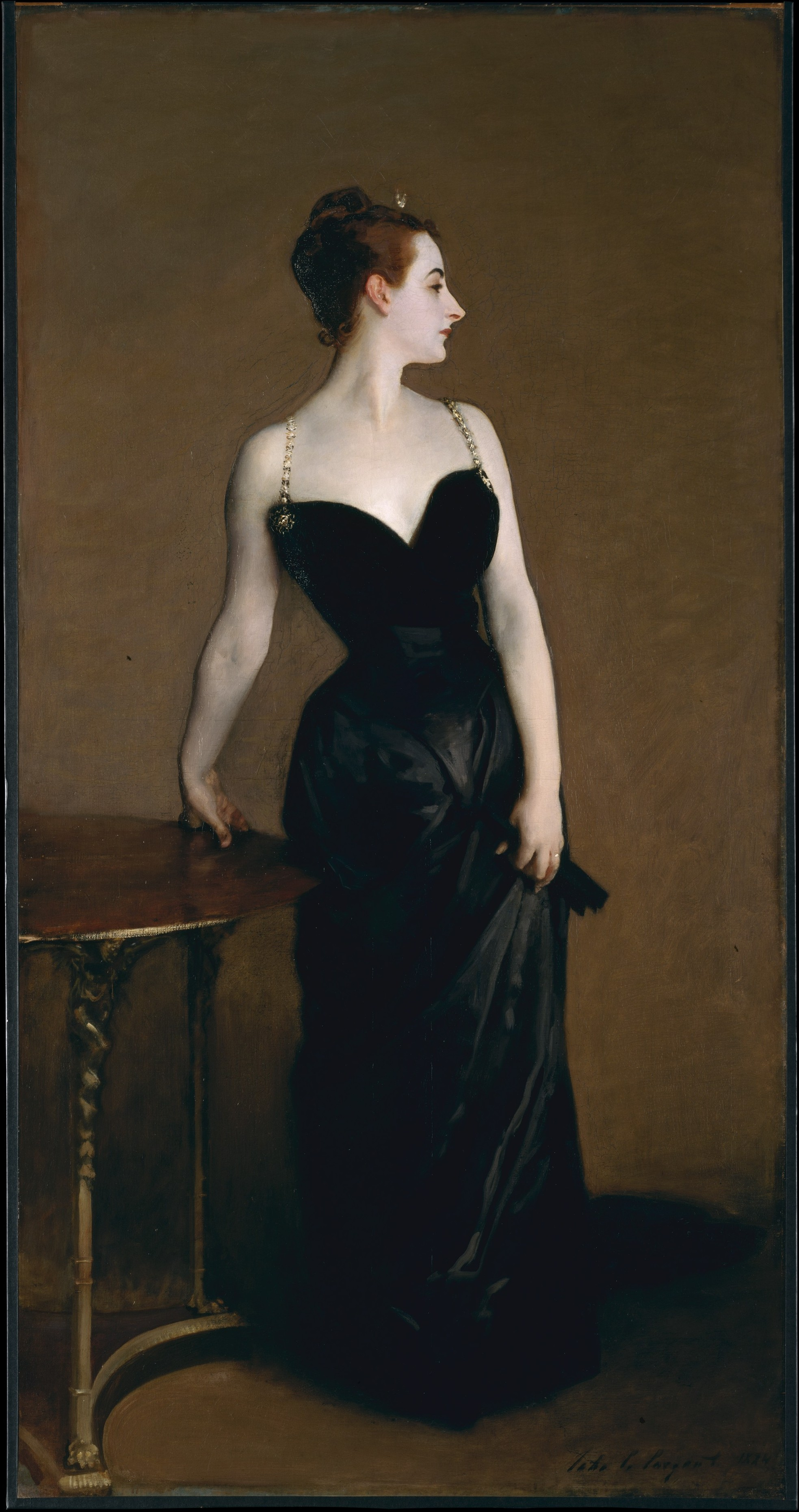
Madame X, das zeitgleich entstand

Auf den Salons de Paris der Jahre 1878, 1880 und 1882 hatte Sargent neben Porträts auch immer Genre-Gemälde gezeigt. 1878 waren dies seine Austernfischer (En route pur la pêche), 1880 die in weiß gekleidete Araberin über Räucherwerk (Fumée d’Ambre Gris) und 1882 das Gemälde El Jaleo. 1884 verzichtete er darauf. Sein Porträt von Mrs. Henry White und das parallel entstandene Porträt der Madame *** (später Madame X), das die gesellschaftliche Aufsteigerin Virginie Gautreau in einer erotisch distanzierten Pose zeigte, verband Sargent mit der Hoffnung, auf dem französischen Kunstmarkt den Durchbruch zu erzielen. Das erwies sich letztlich als Fehlkalkulation. Sein Porträt der Madame *** wurde im Pariser Salon des Jahres 1884 sehr kontrovers aufgenommen. Der damals 28-jährige Sargent, der einen solchen Misserfolg noch nicht erlebt hatte, zog sich aus Paris zurück und ließ sich in London nieder. In London war er trotz seines Auftrags durch Margarete White eine noch unbekannte Größe. Sargent reichte 1884 das Porträt zwar für eine Ausstellung der Royal Academy ein, die Kritiken waren jedoch verhalten. The Times schrieb in einer Kritik zu dem Bild:

„..es fällt schwer zu behaupten, dass dieses vieldiskutierte Gemälde ein vollkommenes ist oder dass Mr. Sargent dieses Jahr seinem vielversprechenden Talent gerecht geworden ist. Er hat in Paris bessere Sachen ausgestellt verglichen zu denen, bei denen er sich bislang herabgelassen hat, sie in London zu zeigen. Aber er hätte die Fähigkeiten zu noch besseren Arbeiten als diese zu leisten, sollte er irgendwann einmal in der Lage sein, seine lähmende Berauschtheit vom Pariser Lob abzulegen.“

Die britische Zeitschrift Athenaeum zeigte sich kaum mehr begeistert:

„Mr. J. S. Sargent ist das Opfer eines Rufes, der zu schnell erworben wurde. Er wird seinen Fähigkeiten nicht gerecht, wenn er bei seinen Gemälden abgesehen von der Tonalität jegliche Geschmack vermissen lässt. Seine Mrs. H. White... ist bemüht, das Gemälde wirkt nahezu metallisch, Ausdruck, Wirkung und Pose sind ohne auffälligen Geschmack, aber das Gemälde beweist ausreichende Fähigkeiten, dass sich eine Neugestaltung lohnt.“

E. Vickers, ein Industrieller, beauftragte Sargent, seine Töchter zu malen. The Misses Vickers ist das erste einer Reihe ähnlicher Porträts, die ihn in Großbritannien sehr schnell bekannt machten.

## Einzelbelege
1. ↑  Stanley Olson: John Singer Sargent – His Portrait. MacMillan, London 1986, ISBN 0-333-29167-0, S. 99.
2. ↑  Stanley Olson: John Singer Sargent – His Portrait. MacMillan, London 1986, ISBN 0-333-29167-0, S. 99. Im Original lautet das Zitat ...very handsome, young, rich, splendid, admired and successful, to a degree which leaves all competitors behind ... She has never read a book in her life; but she is ‘high up’ all the same.
3. ↑  Stanley Olson: John Singer Sargent – His Portrait. MacMillan, London 1986, ISBN 0-333-29167-0, S. 99 und S. 100.
4. ↑  Stanley Olson: John Singer Sargent – His Portrait. MacMillan, London 1986, ISBN 0-333-29167-0, S. 100.
5. ↑  Stanley Olson: John Singer Sargent – His Portrait. MacMillan, London 1986, ISBN 0-333-29167-0, S. 109.
6. ↑  zitiert nach Stanley Olson: John Singer Sargent – His Portrait. MacMillan, London 1986, ISBN 0-333-29167-0, S. 109. Im Original lautet das Zitat: ...ist is hard to admit that this much-discussed picture is a completely satisfactory one, or that Mr. Sargent has this year done justice to his unquestioned talent. He has exhibited better things in Paris than he has ever yet condescended to show in London; but he has it in him to do finer work even than those, supposing him to escape the intoxicatiion of Parisian praise.
7. ↑  zitiert nach Stanley Olson: John Singer Sargent – His Portrait. MacMillan, London 1986, ISBN 0-333-29167-0, S. 109. Im Original lautet das Zitat: Mr. J. S. Sargent has been the victim of a reputation too easily acquired. He does his powers injstice by neglecting taste in every element ihr his pictures except that tonality in which he excels. His Mrs. H. White ... is hard, the painting almost metallic, the carnations are raw, there is no taste in the expression, air, or modelling, but the work is able enough to deserve recasting.
8. ↑  Stanley Olson: John Singer Sargent – His Portrait. MacMillan, London 1986, ISBN 0-333-29167-0, S. 112–116.